# Riessersee
De Rießersee of Riessersee is een klein bergmeer ten zuiden van Garmisch-Partenkirchen in het Wettersteingebergte in Oberbayern (Duitsland). Het is een kunstmatig meer dat in de middeleeuwen tijdens ontbossing is aangelegd. Een ondergrondse waterbron aan de zuidoostoever is verantwoordelijk voor de waterinlaat.
Rondom het meer loopt een rondweg. Aan de zuidoostelijke zijde bevindt zich een klein badoord.

## Gebruik
Het meer werd gebruikt voor het organiseren van sportwedstrijden zoals de onderdelen schaatsen en ijshockey tijdens de 
olympische winterspelen van 1936. Behalve de winterspelen van 1936 hebben er in 1934, 1938, 1953, en 1962 ook onderdelen van de Wereldkampioenschappen bobsleeën plaatsgevonden nabij het meer.
Het meer werd bekend vanwege de 1525 meter lange Olympia-Bobsleebaan die is aangelegd in 1901. Deze baan werd uiteindelijk gerenoveerd in 1936. Sinds 2003 is de baan geclassificeerd beschermd erfgoed. De laatste bocht van de historische natuurbobsleebaan ligt ten zuidwesten van het meer. Op enkele honderden meters van het meer verwijderd, staat een Bon-schuur met 17 oude bobsleden en andere historische stukken en wordt oorspronkelijke filmmateriaal vertoond.
In 2011 en 2012 werd op de Rießersee de Pond Hockey Cup gespeeld.